# 앙투안 데스튀트 드트라시
앙투안 루이 클로드 데스튀트 드 트라시 백작(프랑스어: Antoine Louis Claude Destutt, comte de Tracy, 1754년 7월 20일 ~ 1836년 3월 9일)은 프랑스의 계몽주의 철학자, 귀족, 군인이다. 그의 저서 《이데올로기 요론》(Éléments d'idéologie)를 통해 이데올로기(이념)이라는 용어를 창시했다. 군인 가문 출신으로 아카데미 프랑세즈, 정신과학-정치학 아카데미, 미국철학회 회원을 지냈다.
프랑스의 계몽주의자 에티엔 보노 드 콩디야크의 제자이다.
프랑스의 계몽주의자 콩디야크가 영국의 경험론자 버클리가 촉각이 주관적 감각에 불과하다고 본 것에 대해 촉각적 경험에서 출발해도 외부대상을 인식할 수 있다고 주장하였다. 콩디야크의 제자인 데스튀트 드트라시는 "촉각이 운동할 때만 대상을 지각할 수 있다면 중요한 것은 촉각인가, 운동인가?"라는 질문을 던졌다. 그는 중요한 것은 운동하려는 노력이며, 그것은 촉각만이 아니라 모든 감각에서 동시에 나타난다고 하였다. 이것을 시각, 청각, 후각, 미각, 촉각의 오감과 구분하여 '운동감각'이라고 하여 여섯번째 감각이라고 했다.